# ایواکورا تومویاسو

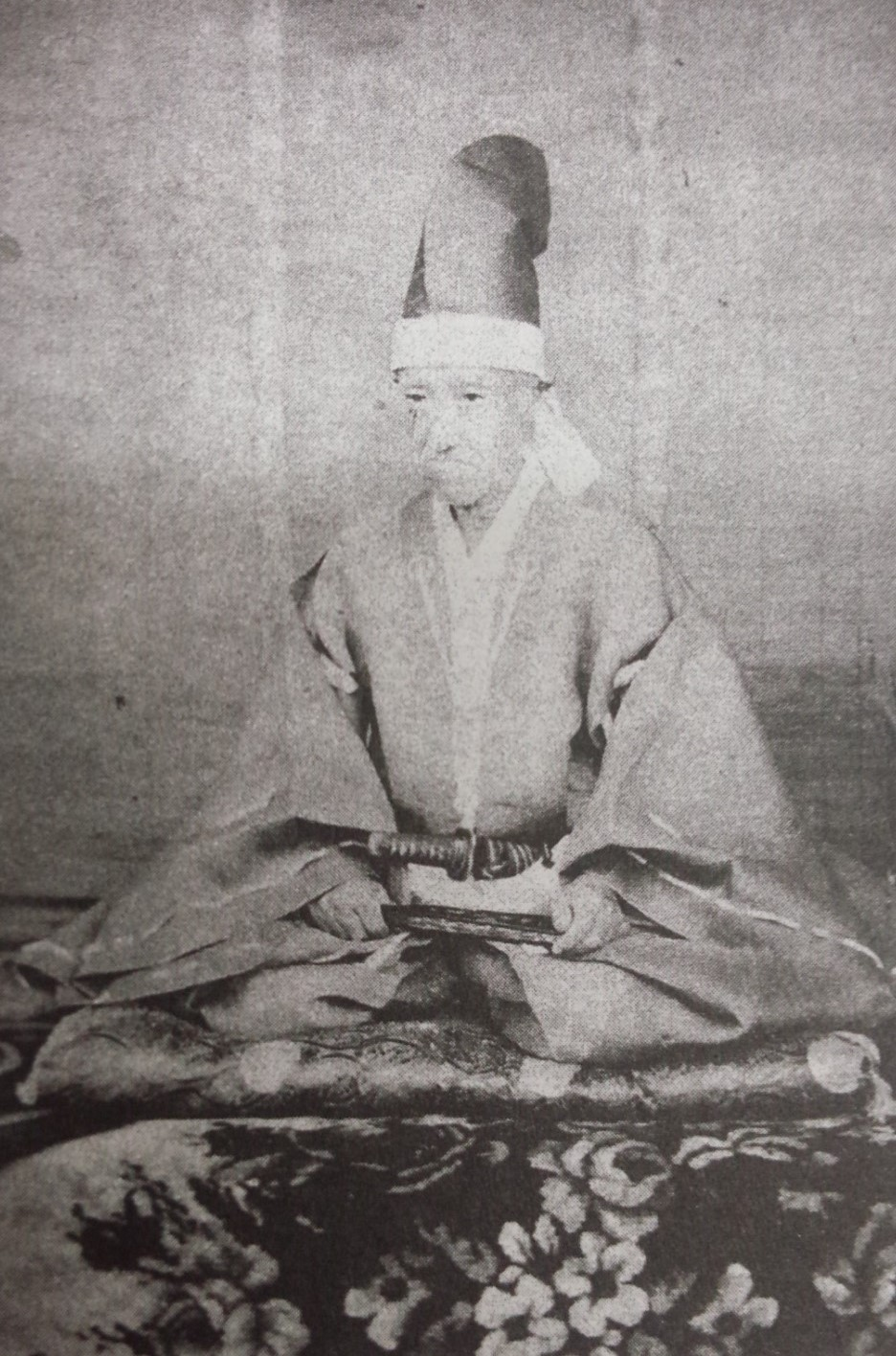
تصویر

فوسه‌هارا نوبوهارو (به ژاپنی: 岩倉 具慶 いわくら ともやす)، تولد ۱۸۰۷ - مرگ ۱۸۷۳ میلادی، کوگیو (اشراف درباری) در اواخر دوره ادو و یک مقام دولتی عالی‌رتبه در دوره میجی بود. او رتبه شوسانمی را داشت و پدرخوانده ایواکورا تومومی، از خادمان شایسته نوسازی میجی بود.